# Aphanius transgrediens
Aphanius transgrediens és una espècie de peix pertanyent a la família dels ciprinodòntids.

## Descripció
- Pot arribar a fer 5 cm de llargària màxima.[5][6]

## Hàbitat
És un peix d'aigua dolça, bentopelàgic, no migratori i de clima temperat (16 °C-24 °C).

## Distribució geogràfica
Es troba a Àsia: el centre de Turquia.

## Observacions
És inofensiu per als humans i molt difícil de mantindre en un aquari.